# Thaleischweiler-Fröschen
Thaleischweiler-Fröschen est une municipalité et chef-lieu de la Verbandsgemeinde Thaleischweiler-Fröschen, dans l'arrondissement du Palatinat-Sud-Ouest, en Rhénanie-Palatinat, dans l'ouest de l'Allemagne.

## Références

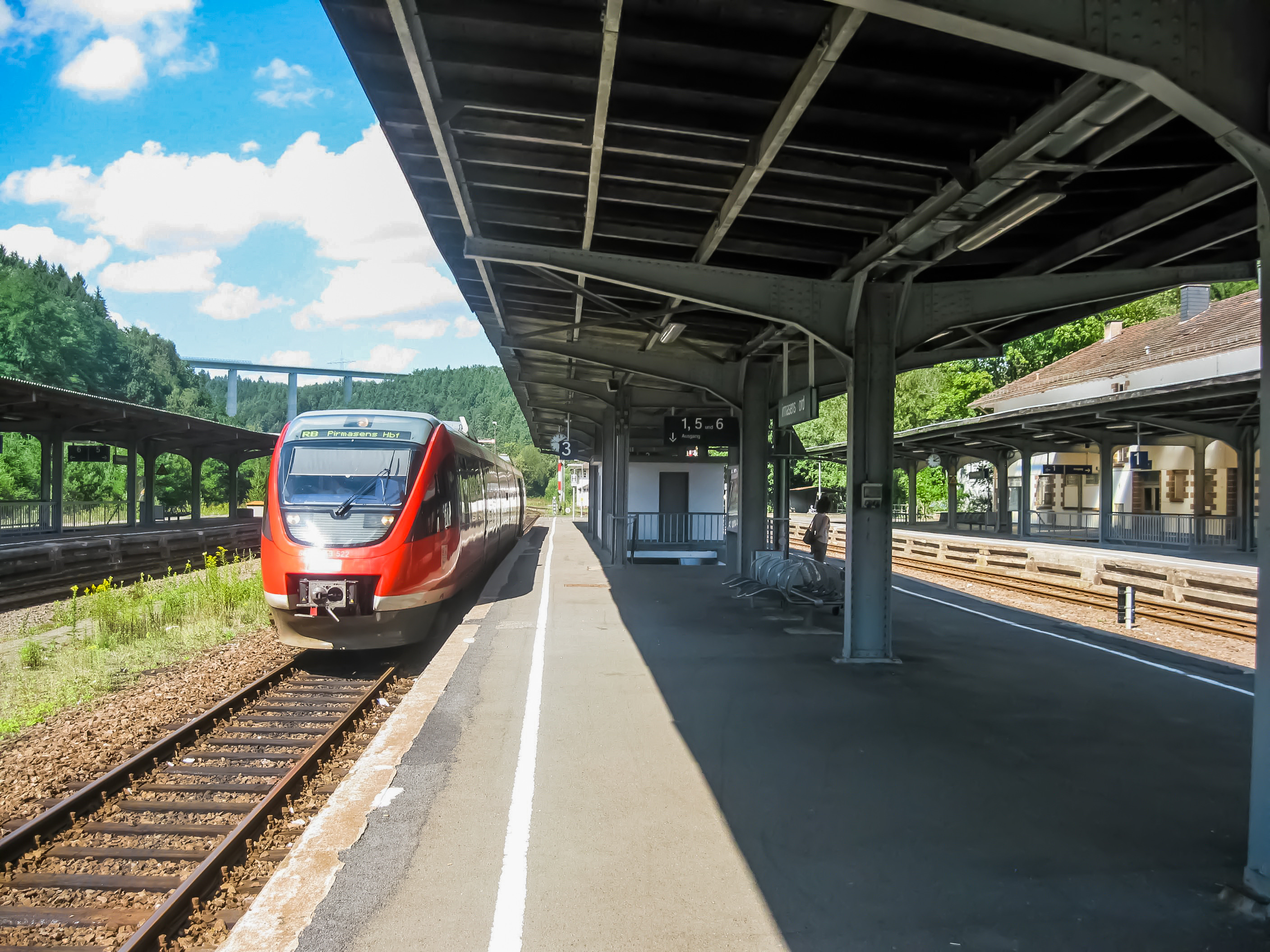
La gare « Pirmasens Nord » à Thaleischweiler-Fröschen